# استاریه کامیشلی
استاریه کامیشلی (انگلیسی: Staryye Kamyshly) یک شهرک در شهرستان کوشنارنکوفسکی جمهوری باشقیرستان در کشور روسیه است.